# Iglesia de Santa María la Mayor (San Vicente de la Sonsierra)
La iglesia de Santa María la Mayor  es el templo parroquial de San Vicente de la Sonsierra (La Rioja, España). Construida en el siglo XVI en estilo gótico tardío, se integra en el antiguo recinto amurallado de la villa, formando un conjunto monumental fortificado junto con las ruinas del castillo de San Vicente, del siglo XII, y la ermita de la Vera Cruz, erigida probablemente en el siglo XIII.

## Historia
El templo fue levantado a principios del siglo XVI en el patio de armas del castillo de San Vicente, en lo alto de un cerro que domina el río Ebro, después de que en 1512, con la integración del Reino de Navarra en el Reino de Castilla, cesaran las luchas dinásticas y perdiera la fortaleza su anterior utilidad defensiva y militar. Esta fue recuperada temporalmente en el siglo XIX, con motivo de la Primera Guerra Carlista. A finales de siglo, el Castillo empezó a desmoronarse y a ser demolido para reaprovechar su piedra, pero la Iglesia se mantuvo intacta al tratarse de la parroquia de la villa. 

## Descripción

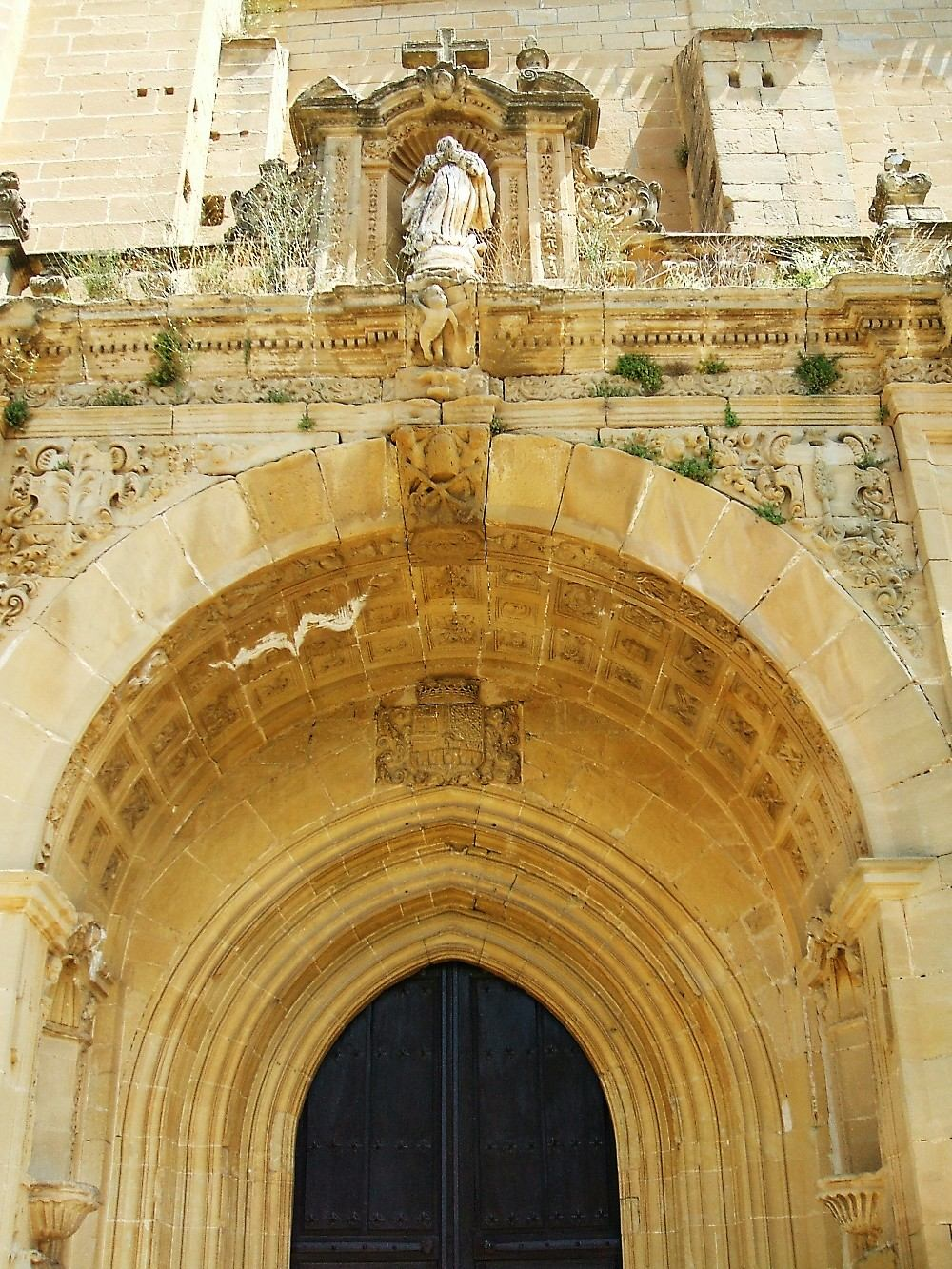
Portada de la Iglesia.

Se trata de un templo de una sola nave de cuatro tramos con capillas poco profundas entre los estribos, más cabecera ochavada de siete paños. Exteriormente el elemento más llamativo, que conforma la silueta característica de la villa, es la torre, situada a los pies, en la fachada meridional, junto al pórtico. Se trata de una construcción prismática de caras asimétricas, de un solo cuerpo y carente de decoración, cuya parte superior, cubriendo los campaniles, consiste en una armadura semi-piramidal construida igualmente en piedra. La desnudez de los paramentos y la serie de contrafuertes que los separan confieren a Santa María el aspecto fortificado que cabría esperar de su particular emplazamiento. 
Sólo el pórtico, abierto al mediodía, se permite alguna concesión ornamental. Un frontal con elementos barrocos cobija la portada, consistente en un arco exterior de medio punto y profundidad casetonada, y un arco interior apuntado de tres vueltas, que enmarca la puerta de acceso al templo. En este pórtico se observan dos inscripciones que hacen referencia a los rayos que cayeron sobre el templo en 1629 y 1739. En la cornisa septentrional del ábside se alza una pequeña espadaña de un campanil. La Sacristía, que tiene un tramo del siglo XVI y otro barroco del siglo siguiente, se sitúa en este lado.
El interior presenta cuatro tramos de bóvedas barlongas de crucería compleja, más bóveda estrellada sobre la cabecera. Nada más penetrar en el templo, en el sotacoro que ocupa el primer tramo de la nave, puede contemplarse una pila bautismal profusamente decorada de estilo gótico rural con reminiscencias tardorrománicas. Es anterior a la fábrica que la cobija, de finales del siglo XIII o principios del XIV. El mobiliario se completa con varios retablos barrocos, tallas devocionales, dos púlpitos de fina rejería y un coro elegantemente guarnecido con sillería de nogal y facistol barrocos, más un órgano de mazonería policromada. Al coro se accede por una amplia escalera renacentista, de 1571. Pero el elemento más destacado es sin duda el monumental Retablo Mayor (véase epígrafe específico). 

### Retablo Mayor

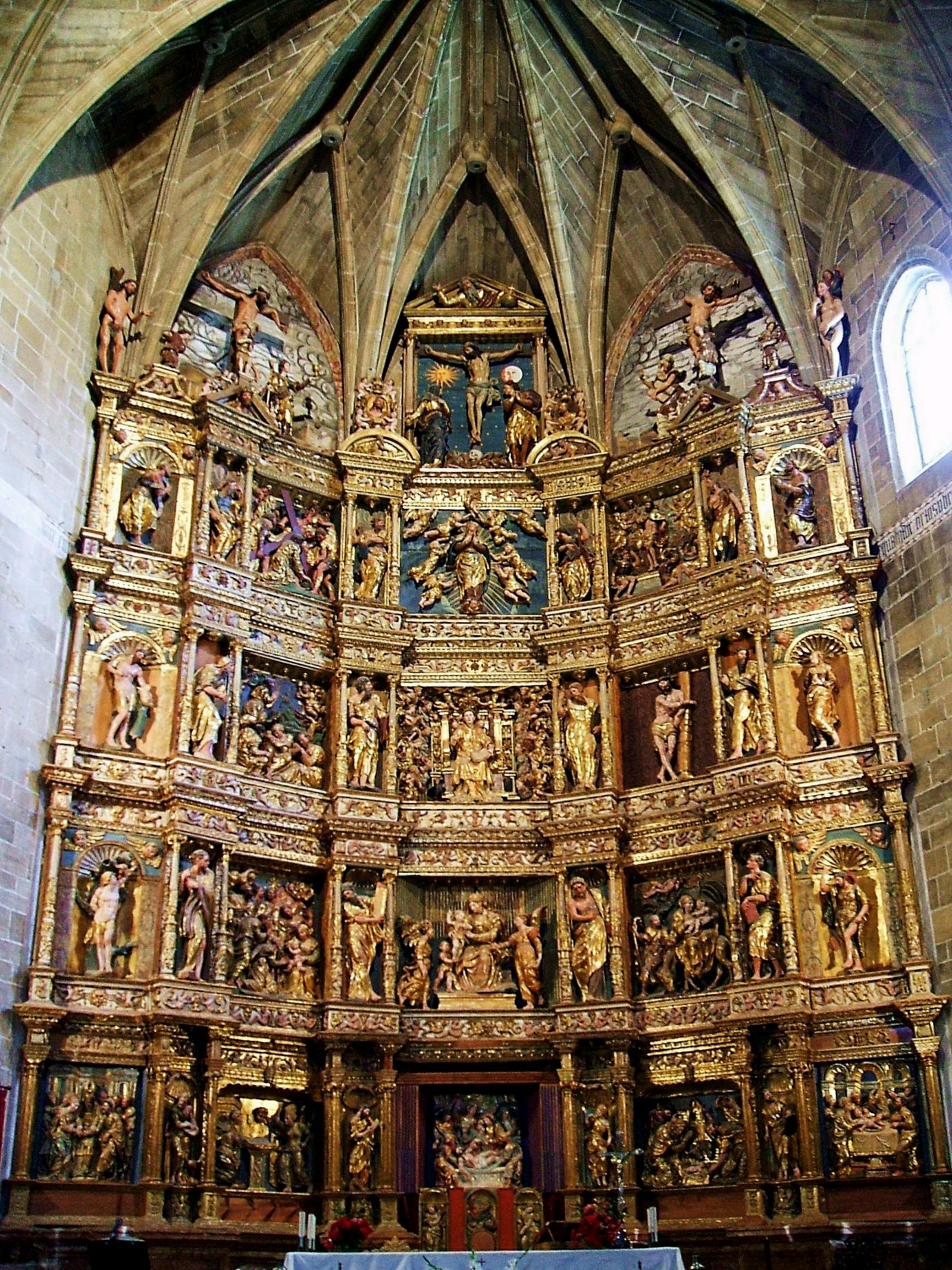
Retablo Mayor renacentista.

Es una estructura renacentista de estilo manierista, aunque con muchos vestigios del anterior estilo plateresco, realizada hacia 1550 o 1560 por el taller de Juan de Beaugrant. La policromía es obra de los artistas Juan de Rojas y Juan de Salazar.
La mazonería consta de banco y tres cuerpos divididos verticalmente en cinco calles y cuatro entrecalles, más el ático. Rodeados de columnas abalaustradas y frisos profusamente decorados con relieves y ornamentación menuda, se disponen, en hornacinas aveneradas o embutidos en paños rectos, hasta una cincuentena de motivos escultóricos, entre grupos de tallas, relieves y tallas exentas de bulto redondo. El programa iconográfico, alternándolas con tallas de santos, profetas y apóstoles, presenta las siguientes escenas:

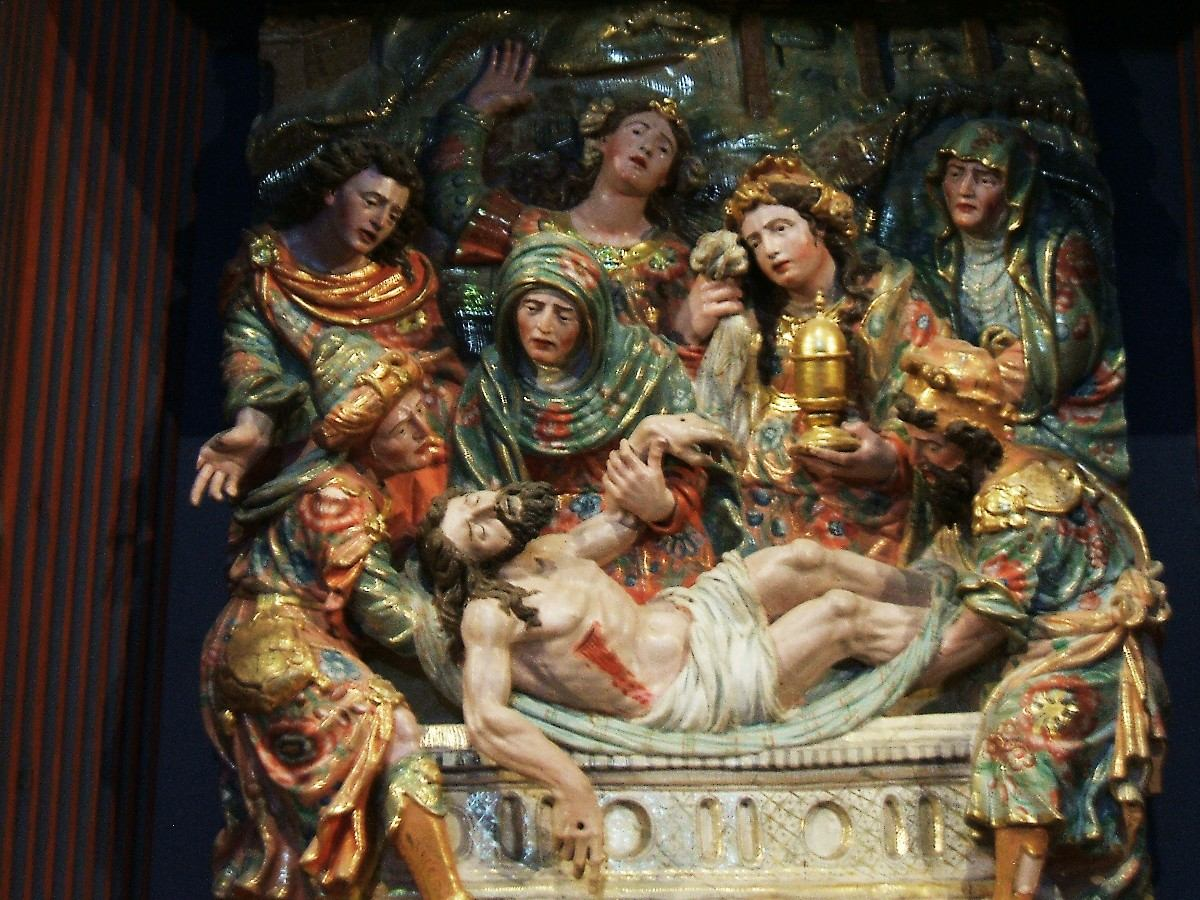
Detalle del retablo mayor: La Piedad.

- En el banco: los Desposorios de San José y la Virgen María, la Anunciación, la Piedad, la Natividad y la Circuncisión.
- En el primer cuerpo: la Adoración de los Magos, la Virgen con el Niño y San Juanito, y la Huida a Egipto.
- En el segundo cuerpo: la Oración en el Huerto, San Vicente Mártir sedente con coro angélico y Cristo atado a la columna.
- En el tercer cuerpo: Camino del Calvario, la Asunción y la Resurrección.
- En el ático: el Padre Eterno presidiendo el Sacrificio de su Hijo, flanqueado por María y San Juan, los Dos Ladrones y, en los extremos, Adán y Eva.

Este retablo fue restaurado por el taller diocesano de la Santo Domingo de la Calzada en 1991.

## Ermita de la Vera Cruz

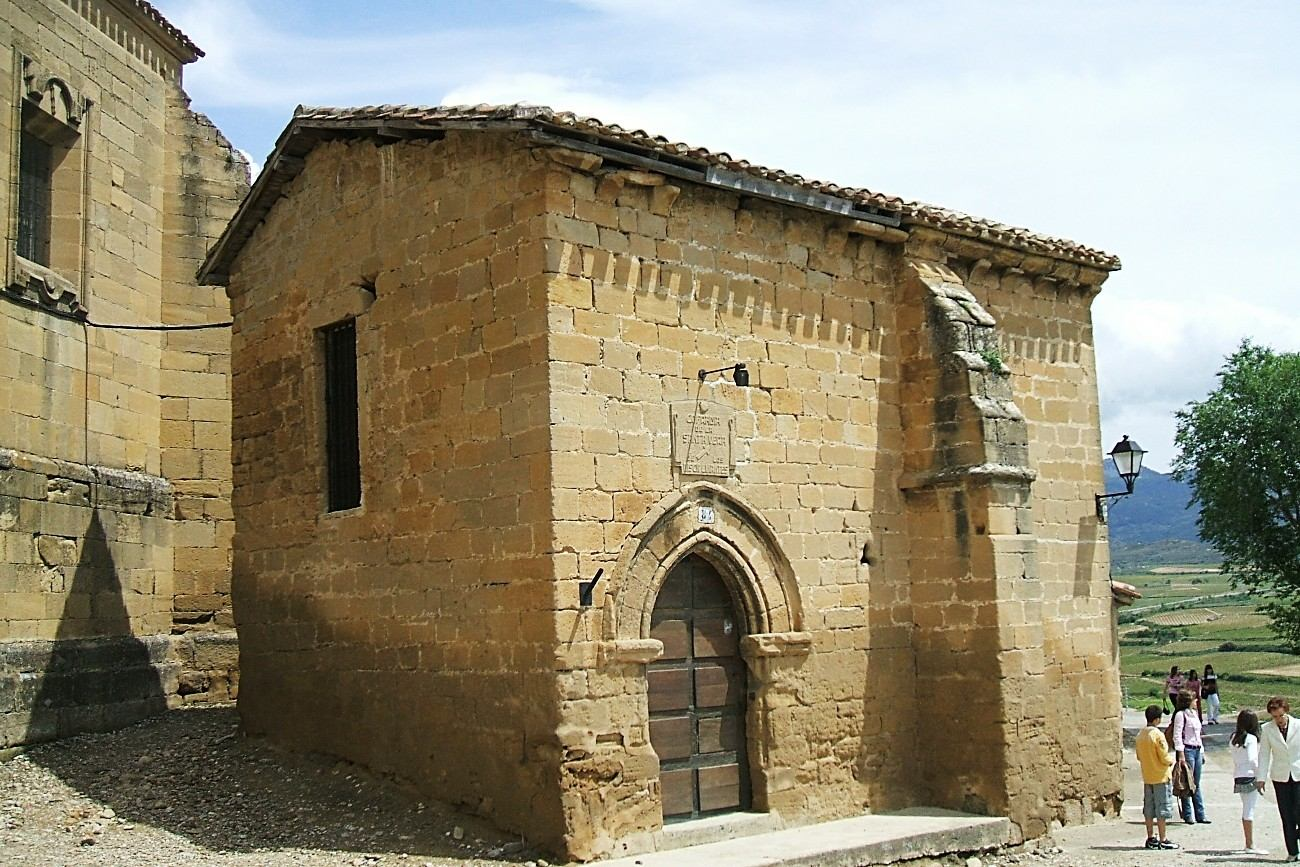
Ermita de la Vera Cruz.

También llamada de San Juan De Arriba y de San Juan de la Cerca, se sitúa dentro del Recinto Amurallado, a un metro escaso de la cabecera de Santa María la Mayor. Se trata de un edificio exento de muy pequeñas dimensiones, formado por una sola nave de un corto tramo cubierto con bóveda de medio cañón apuntando y, separada por un arco triunfal apuntado sobre pilastras, una cabecera rectangular con bóveda de crucería. La puerta, bajo arco ojival, se abre al mediodía. El tejado es de dos aguas. Seguramente funcionó como capilla del Castillo. Fuentes históricas señalan que fue mandada construir a finales del siglo XIV por el alcaide Diego López de Ábalos, quien se hizo enterrar en ella. Sin embargo, su fábrica parece más primitiva, de estilo románico de transición o protogótico, luego cabría fecharla en el siglo XIIi
.
Esta ermita-capilla mantuvo funciones de parroquia de San Vicente de la Sonsierra hasta la construcción en el siglo XVI del templo de Santa María. Desde la mitad del siglo XVII es la sede de la Cofradía de Santa Vera-Cruz de los Disciplinantes, organizadora de la penitencia de autoflagelación pública conocida como los Picaos.

## Curiosidades
Como la iglesia fue construida por Castilla y la gente de San Vicente se sentía navarra, ellos se casaban debajo del escudo y fuera de ella ya que en él se ve reflejado que la villa siempre defendió a Navarra.

## Galería de imágenes

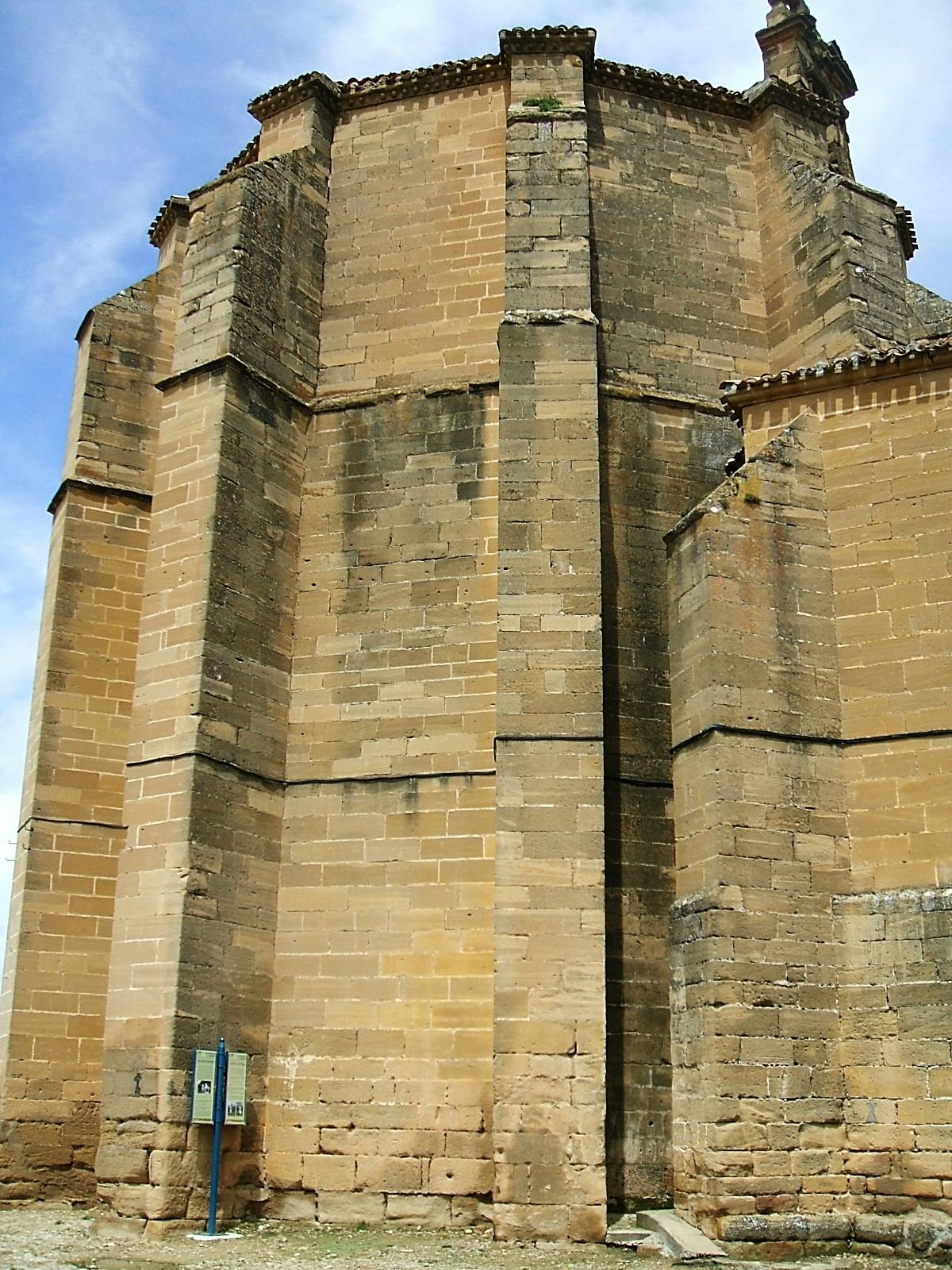
Ábside de la Iglesia.
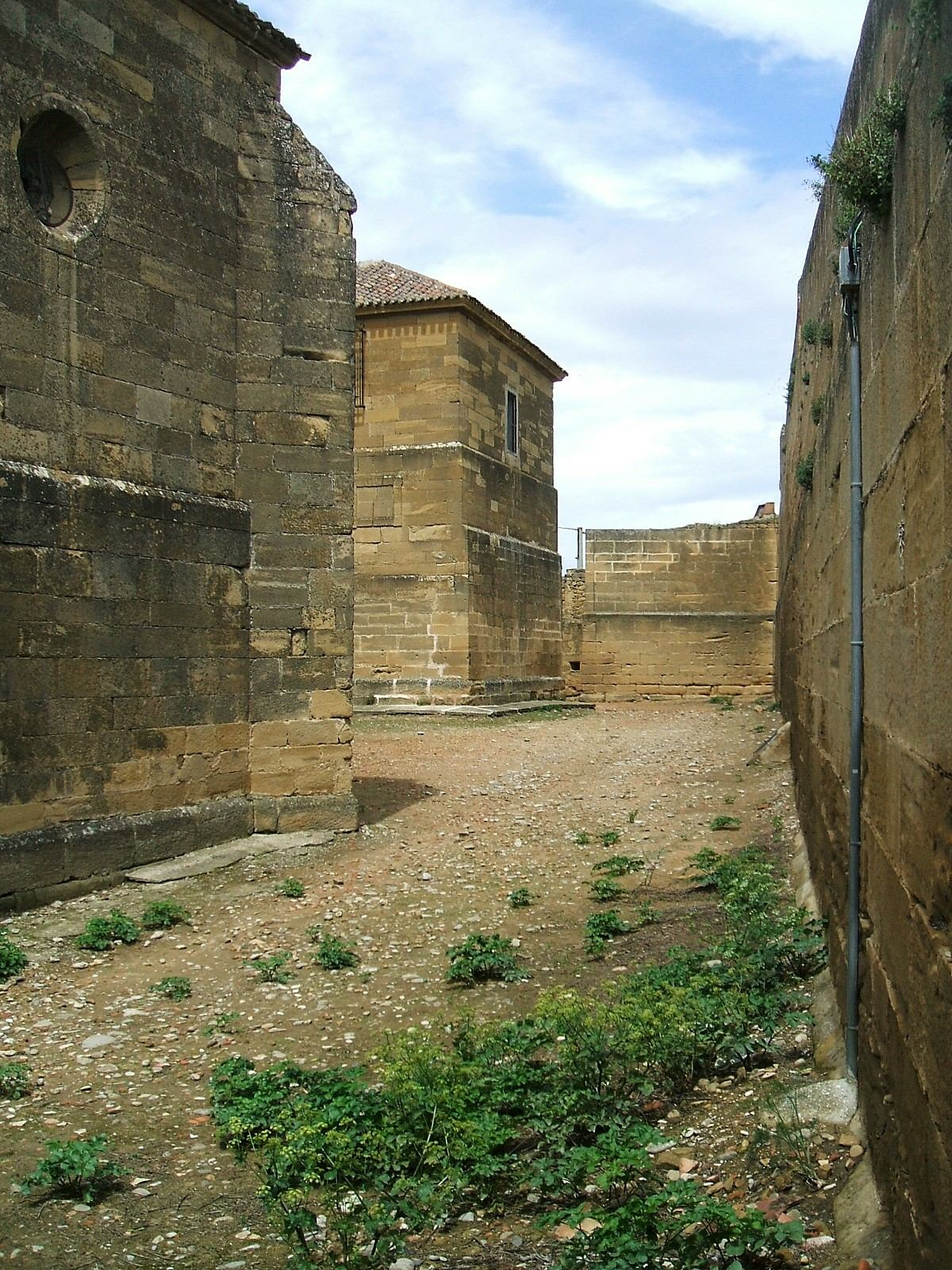
Paso perimetral amurallado.
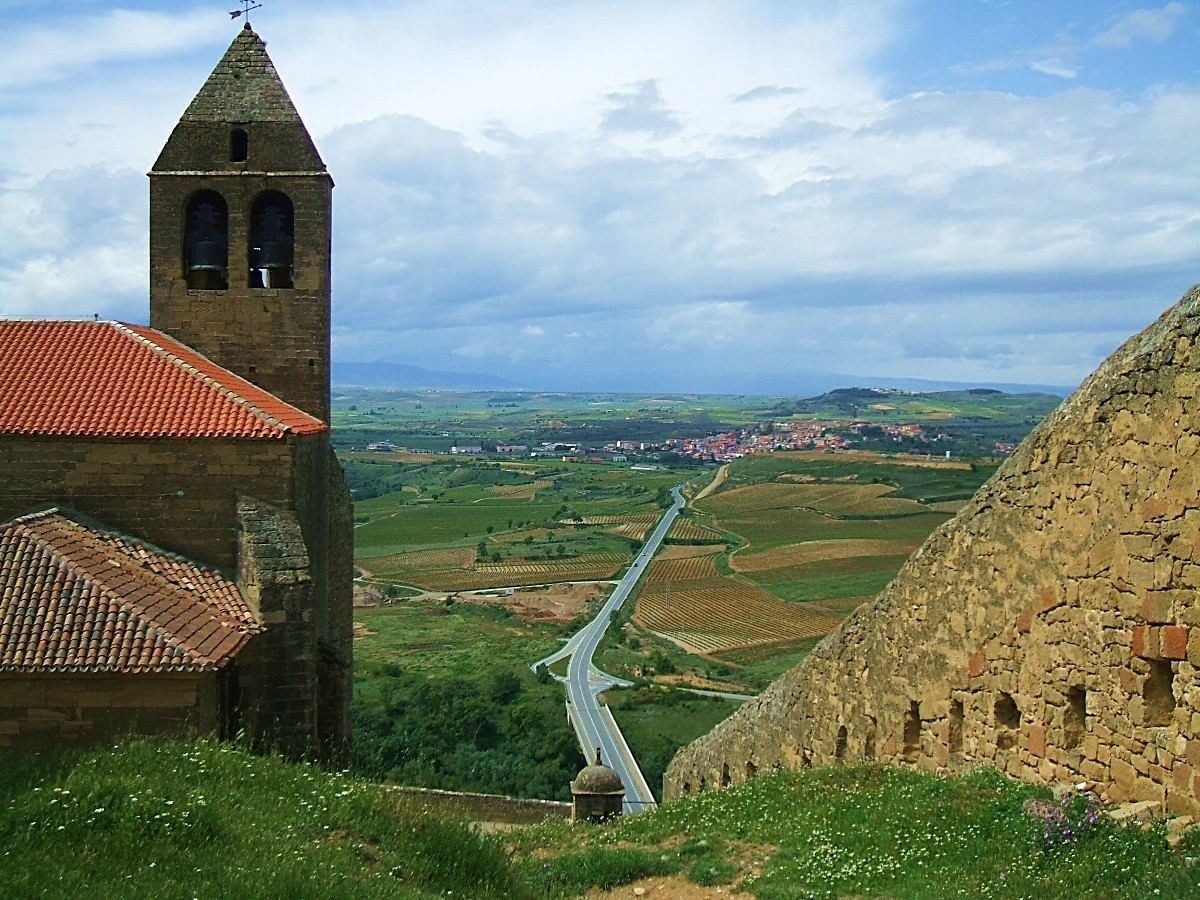
Panorámica desde la colina del Castillo.
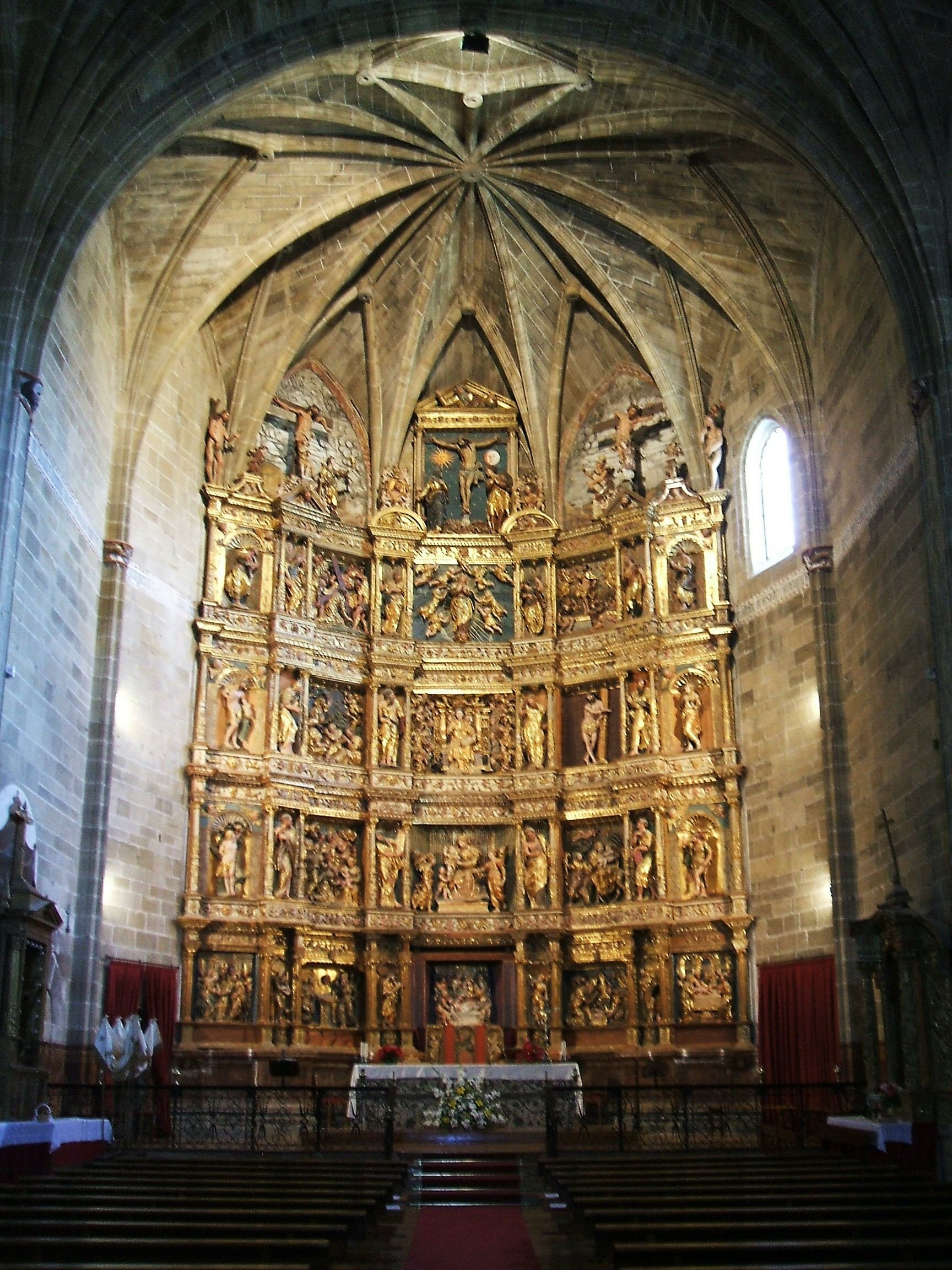
Aspecto de la nave y cabecera.
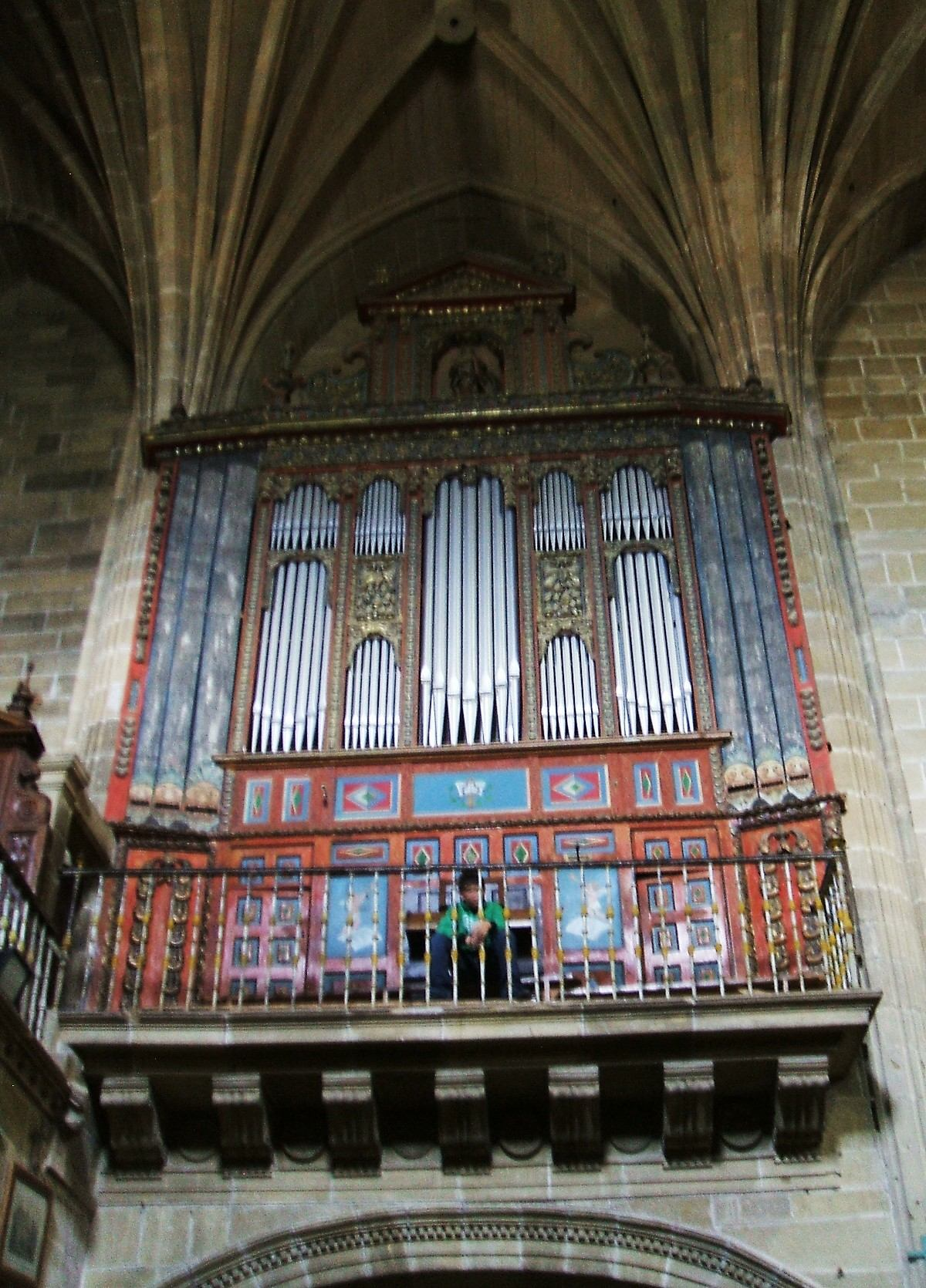
Órgano.
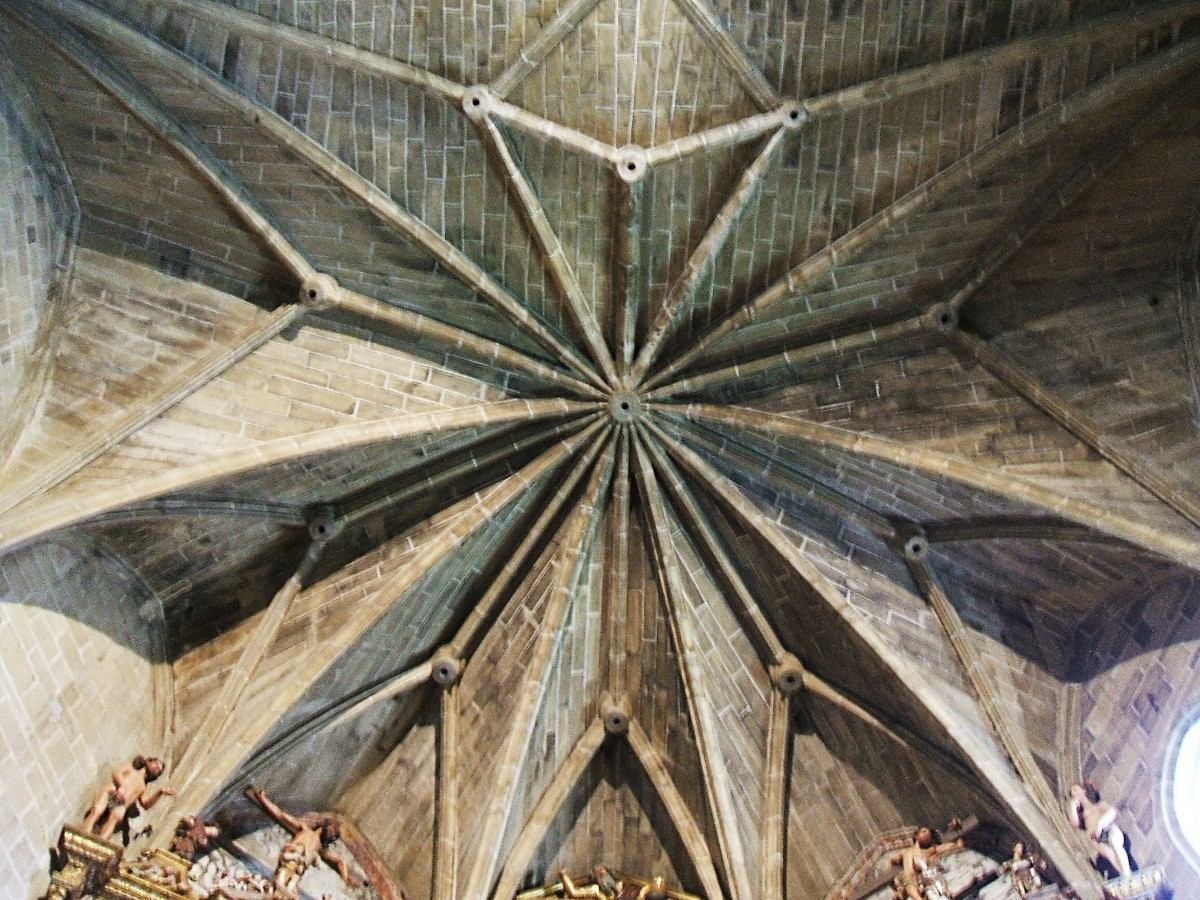
Bóveda estrellada de la cabecera.

- Datos: Q2895070
- Multimedia: Church of Santa María la Mayor, San Vicente de la Sonsierra / Q2895070